# وادي أبو نشيفة
وادي أبو نشيفة هو وادي يقع في قرية النشيفة سعودية، في منطقة تبوك، وتتبع إداريا لمحافظة الوجه التابعة لمدينة تبوك تقع في شمال غرب المملكة العربية السعودية.

## نبذة عن وادي أبو نشيفة
وهو من الأودية الهامة والتي تشكل خطورة على مدينة تبوك حيث تنشأ روافده من حرة تبوك ومنخفض الرمضة والأطراف الشمالية من حرة الرهاة وكذلك اللحف والجلف الواقع جنوب تبوك وتتجمع هذه الروافد في فرعين رئيسين هما وادي الاثالي والذي يجمع وادي نجيه ووادي أثانه والثاني وادي غضى وعند التقاء الواديين يسمى وادي أبو نشيفة وحين يصل قرب منطقة تبوك من الناحية الشرقية تنعدم الجبال وتقل المرتفعات التي تحدد مجراه وتصبح الأرض شبه مستوية مما يسهل تفرعاته باتجاه المدينة وتكمن خطورة هذه التفرعات في حالة فيضان الوادي ،  
وأهم هذه التفرعات هي:
أ: الفرع الجنوبي والذي يكون مجرى مع وادي نعام ويمر جنوب المدينة.
ب: شعيب روضان ويتوسط الأحياء الجنوبية من المدينة وقد حدد مجراه من قبل الجهات المختصة.
ج: شعيب الصالحية يتوسط المدينة وقد اختفت معالمه.